# KTP Kotka
Maillots
Actualités
Le Kotkan Työväen Palloilijat, également appelé FC KTP est un club de football finlandais situé à Kotka.

## Historique

### Histoire
Le Kotkan TP a remporté à deux reprises le championnat de Finlande (en 1951, 1952), il a disputé par ailleurs 25 saisons en Veikkausliiga. Il a atteint sept fois la finale de la Coupe de Finlande et a remporté à quatre reprises (en 1958, 1961, 1967, 1980). 
En décembre 2013, le Kotkan TP absorbe le FC KooTeePee et place le club pour la saison 2014 en Ykkönen. Après 15 ans d'absence dans l'élite du football finlandais, le Kotkan TP revient en Veikkausliiga pour la saison 2015.

### Dates importantes
- 1927 : Fondation du club
- 1981 : 1re participation à une Coupe d'Europe (C2, saison 1981/82)
- 2000 : Refondation après la faillite
- 2013 : Absorption du FC KooTeePee et place le club en Ykkönen (D2)

## Bilan sportif

### Palmarès
- Championnat de Finlande (2)
  - Champion : 1951, 1952

- Championnat de Finlande de deuxième division  (1)
  - Champion : 2022
  - Vice-champion : 1978, 1995, 1996, 1998 et 2014

- Coupe de Finlande (4)
  - Vainqueur : 1958, 1961, 1967 et 1980
  - Finaliste : 1966, 1968 et 2000

- Coupe de la Ligue finlandaise
  - Finaliste : 1999

### Bilan européen
Note : dans les résultats ci-dessous, le score du club est toujours donné en premier.
| Saison    | Compétition      | Tour                | Club       | Domicile | Extérieur | Total |
| --------- | ---------------- | ------------------- | ---------- | -------- | --------- | ----- |
| 1981-1982 | Coupe des coupes | Seizièmes de finale | SEC Bastia | 0 - 0    | 0 - 5     | 0 - 5 |

Légende
- Victoire ou qualification pour le tour suivant.
- Match nul.
- Défaite ou élimination de la compétition.

## Personnalités historiques

### Entraîneurs[2]
- Kalervo Paananen (1980–82)
- Stanislav Sobczynski (1983)
- Jouko Alila (1984–88)
- Czeslaw Boguszewicz (1989–91)
- Pekka Ihonen (1992)
- Heikki Immonen (1993–94)
- Markku Wacklin (1995–96)
- Olli-Pekka Smal (1997–98)
- Hannu Touru (1999–2000)
- Jouko Alila (2000)
- Risto Inkeroinen (2001)
- Vesa Laurikainen (2003–04)
- Jouko Alila (2005–06)
- Jouko Alila (2008)
- Marko Honkanen (2009)
- Tommi Keveri (2010)
- Sami Ristilä (depuis 2014)

### Joueurs emblématiques
- Arto Tolsa
- Elkhan Hasanov
- Urmas Kirs
- Martin Reim